# Wolf Martini
Wolf Martini (* 27. Februar 1911 in Kiel; † 5. Juni 1959 in Berlin) war ein deutscher Schauspieler, Hörspiel- und Synchronsprecher.

## Leben
Wolf Martini spielte zunächst an verschiedenen Theatern, u. a. in Berlin, Stuttgart und Wien. Nach seiner Heimkehr aus der Kriegsgefangenschaft dann am Schauspielhaus in Hamburg und in Berlin.
In den 1950er Jahren war er vor allem als Synchronsprecher aktiv und wurde häufig auf Bösewichter besetzt. Sehr bekannt ist er als Stimme von Anthony Quinn, etwa in Gegen alle Flaggen, Der Glöckner von Notre Dame und La Strada – Das Lied der Straße. Im Film Die zwölf Geschworenen war er die deutsche Stimme von Lee J. Cobb, in Zwischen zwei Feuern die von Walter Matthau.
Als Schauspieler sah man ihn in einigen Filmen dieser Zeit in kleineren Nebenrollen.
Wolf Martini starb 1959 im Alter von 48 Jahren in Berlin.

## Filmografie
- 1950: Absender unbekannt
- 1950: Mädchen mit Beziehungen
- 1951: Engel im Abendkleid
- 1955: Meine Kinder und ich
- 1956: Teufel in Seide
- 1956: Studentin Helene Willfüer
- 1956: Anastasia, die letzte Zarentochter
- 1958: Nasser Asphalt
- 1958: Schwarze Nylons – Heiße Nächte
- 1958: Der eiserne Gustav
- 1958: Geschwader Fledermaus
- 1959: Wenn das mein großer Bruder wüßte

## Hörspiele
- 1948: Zwei Millionen Quetzal – Regie: Gottfried Lange (NWDR Hamburg)
- 1948: Der Eroberer – Regie: Hans Quest (NWDR Hamburg)
- 1948: Wie die Tiere – Regie: Kurt Reiss (NWDR Hamburg)
- 1948: Säuberung in Ithaka – Regie: Hans Quest (NWDR Hamburg)
- 1948: Das Buxtehuder Krippenspiel – Regie: Fritz Schröder-Jahn (NWDR Hamburg)
- 1948: Moby Dick oder Der weiße Wal – Regie: Gustav Burmester (NWDR Hamburg)
- 1949: Die Puppe – Regie: Fritz Schröder-Jahn (NWDR Hamburg)
- 1949: Falsch verbunden – Regie: Fritz Schröder-Jahn (NWDR Hamburg)
- 1949: Flug über Sibirien – Regie: Fritz Schröder-Jahn (NWDR Hamburg)
- 1949: John mit der rostigen Stimme – Regie: Fritz Schröder-Jahn (NWDR Hamburg)
- 1949: Mitternachtsalibi – Regie: Fritz Schröder-Jahn (NWDR Hamburg)
- 1949: Das Obergrunder Weihnachtsspiel – Regie: Fritz Schröder-Jahn (NWDR Hamburg)
- 1950: Sam Smalls Abenteuer – Regie Kurt Reiss (NWDR Hamburg)
- 1950: Ein Sohn der Sonne – Regie: Curt Becker (NWDR Hamburg)
- 1950: Ein Tag wie morgen – Regie: Fritz Schröder-Jahn (NWDR Hamburg)
- 1950: Der Tote – Regie: Hans Quest (NWDR Hamburg)
- 1950: Das leisere Leben – Regie: Ulrich Erfurth (NWDR Hamburg)
- 1950: Miss Green – Regie: Hans Rosenhauer (NWDR Hamburg)
- 1950: Caliban – Regie: Otto Kurth (NWDR Hamburg)
- 1950: Erstklassige Existenz zu verkaufen – Autor und Regie: Kurt Meister (NWDR Hamburg)
- 1950: Götter, Gräber und Gelehrte (1. und 4. Teil) – Regie: Gustav Burmester (NWDR Hamburg)
- 1950: In letzter Minute – Regie: Fritz Schröder-Jahn (NWDR Hamburg)
- 1951: Bummel durch den Dezember – Regie: Curt Becker (NWDR Hamburg)
- 1951: Vor Cannae – Regie: Gustav Burmester (NWDR Hamburg)
- 1951: Weißjacke – Regie: Otto Kurth (NWDR Hamburg)
- 1951: Bummel durch den Januar – Regie: Curt Becker (NWDR Hamburg)
- 1951: Stern der Meere – Regie: Gustav Burmester (NWDR Hamburg)
- 1951: Bummel durch den Februar – Regie: Curt Becker (NWDR Hamburg)
- 1951: Wer Pech berührt, besudelt sich – Regie: Werner Hausmann (NWDR Hamburg)
- 1951: Die Landung – Regie: Fritz Schröder-Jahn (NWDR Hamburg)
- 1951: Bummel durch den April – Regie: Curt Becker (NWDR Hamburg)
- 1951: Der Teufel – Regie: Heinrich Koch (NWDR Hamburg)
- 1951: Die Stütze des Chefs – Regie: Gustav Burmester (NWDR Hamburg)
- 1951: Bummel durch den Juli – Regie: S. O. Wagner (NWDR Hamburg)
- 1951: Der Teufel fährt im D-Zug mit – Regie: Fritz Schröder-Jahn (NWDR Hamburg)
- 1951: Bummel durch den August – Regie: Hans Rosenhauer (NWDR Hamburg)
- 1951: Fernamt bitte! – Regie: Detlof Krüger (NWDR Hamburg)
- 1951: Der Weg zum Weltraumschiff – Regie: Fritz Schröder-Jahn (NWDR Hamburg)
- 1951: Ein klassischer Fall – Regie: Ulrich Erfurth (NWDR Hamburg)
- 1951: Bummel durch den Oktober – Regie: Hans Rosenhauer (NWDR Hamburg)
- 1951: Einer lügt von Anfang an – Regie: Detlof Krüger (NWDR Hamburg)
- 1952: Der Damm – Regie: Werner Perrey (NWDR Hamburg)
- 1952: Das Gericht zieht sich zur Beratung zurück; Folge: Mord oder Selbstmord – Regie: Gerd Fricke (NWDR Hamburg)
- 1952: Um sieben Uhr zu Hause – Regie: Hanns Korngiebel (RIAS)
- 1953: Kampf gegen den Tod; 10. Folge: Die magische Kugel – Regie: Ludwig Cremer (NWDR Köln)
- 1954: Die Zerstörung des Menschenbildes: Billy Budd – Regie: Wolfgang Schwade (NWDR Hamburg)
- 1955: Neues aus Schilda; Folge: Schatzsuche – Regie: Kurt Meister (NWDR Köln)
- 1955: Der Schatz im Silbersee – Regie: Kurt Meister (NWDR Köln)
- 1956: Anwalt Gordon Grantley plaudert aus seiner Praxis; 7. Teil: Vorsicht ist besser als Nachsicht – Regie: Kurt Meister (WDR)
- 1958: Littledop wartet –  Regie: Curt Goetz-Pflug (SFB)
- 1958: Die Jagd nach dem Täter (Der perfekte Überfall) – Regie: S. O. Wagner (NDR)
- 1960: Mein Bruder Jack (mehrere Teile) – Regie: Fritz Peter Vary (WDR)